# Matwiejewka (rejon konyszowski)
Matwiejewka (ros. Матвеевка) – wieś (ros. деревня, trb. dieriewnia) w zachodniej Rosji, w sielsowiecie maszkinskim rejonu konyszowskiego w obwodzie kurskim.

## Geografia
Miejscowość położona jest nad Bieliczką (lewy dopływ Swapy), 6 km od centrum administracyjnego sielsowietu (Maszkino), 16 km na północny zachód od centrum administracyjnego rejonu (Konyszowka), 70 km na północny zachód od Kurska.
We wsi znajduje się 39 posesji.
Klimat
Miejscowość, jak i cały rejon, znajduje się w strefie klimatu kontynentalnego z łagodnym ciepłym latem i równomiernie rozłożonymi opadami rocznymi (Dfb w klasyfikacji klimatów Köppena).

## Demografia
W 2010 r. wieś zamieszkiwało 10 osób.